# Harry Potter and the Forbidden Journey
Harry Potter and the Forbidden Journey est une attraction des parcs à thème Universal's Islands of Adventure situé à Orlando (Floride), Universal Studios Japan situé à Osaka (Japon) et Universal Studios Hollywood, en Californie. Elle est conçue spécialement pour la nouvelle zone consacrée à l'univers de Harry Potter, intitulée The Wizarding World of Harry Potter. L'attraction prend place à l'intérieur de la réplique du château de Poudlard d'une hauteur de 21 mètres et sur une surface de 7 000 m2.

## Technologie
L'attraction, unique au monde, utilise la technologie des robocoasters de Kuka monté sur des wagons de parcours scénique de Dynamic Structures. Cette technologie permet de faire pivoter les sièges tout en les maintenant au-dessus du circuit avec un bras robotisé. Les scènes mélangent alors des zones de décors réels avec des zones de simulation diffusées sur des écrans sphériques.

## Description
Pendant la file d'attente, les visiteurs peuvent voir des objets tirés des films et des livres. Ils traversent plusieurs salles du château, comme le bureau du professeur Dumbledore et la salle de défense contre les forces du mal qui est l'endroit où le visiteur rencontre Harry, Ron et Hermione pour la première fois. La salle commune de Gryffondor permet de faire la connaissance d'autres personnages et la salle sur demande est le début du voyage. Le scénario durant les douze scènes de l'attraction est le suivant : Harry, Ron et Hermione convainquent le passager de manquer une conférence et de les suivre. Un voyage par poudre de cheminette plus tard, les visiteurs ont l'impression de s'envoler hors du château où ils se font poursuivre par un dragon. Une rencontre avec le Saule Cogneur s'ensuit ainsi qu'une invitation d'Harry pour un match de quidditch et les passagers sont ensuite aux prises avec des détraqueurs.

## Récompenses
Harry Potter and the Forbidden Journey a reçu le Golden Ticket Award de « Meilleure nouvelle attraction dans un parc d'attraction » en 2010 et celui de « Meilleur parcours scénique » en 2011.

## Court métrage
L'attraction débute par la diffusion d'un court métrage, d'une durée de cinq minutes, réalisé par Thierry Coup. Il est diffusé depuis 2010 et fait apparaître les acteurs principaux des films Harry Potter dans leur rôle respectif.

## Galerie

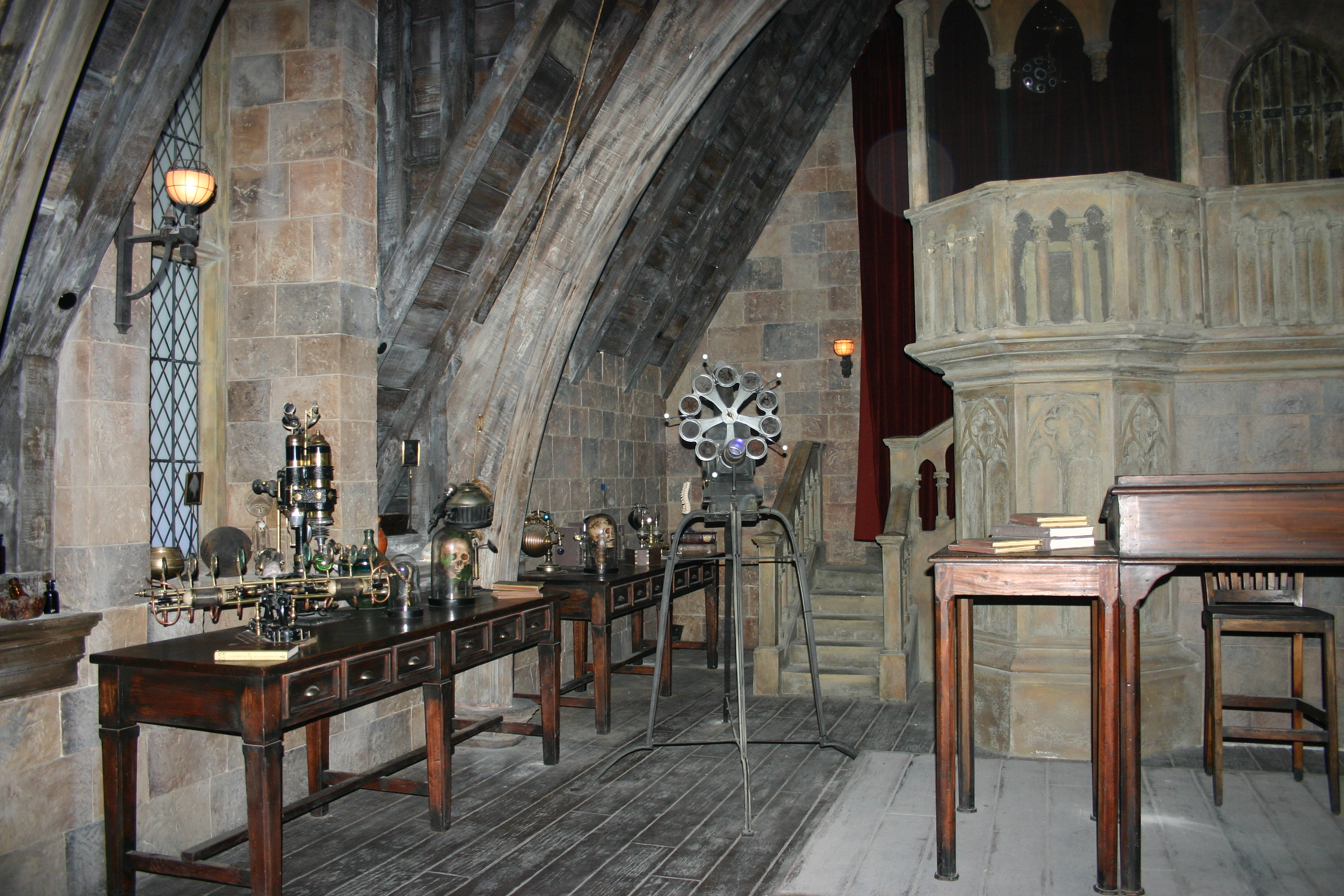
La salle de Défense contre les Forces du Mal dans la file d'attente.
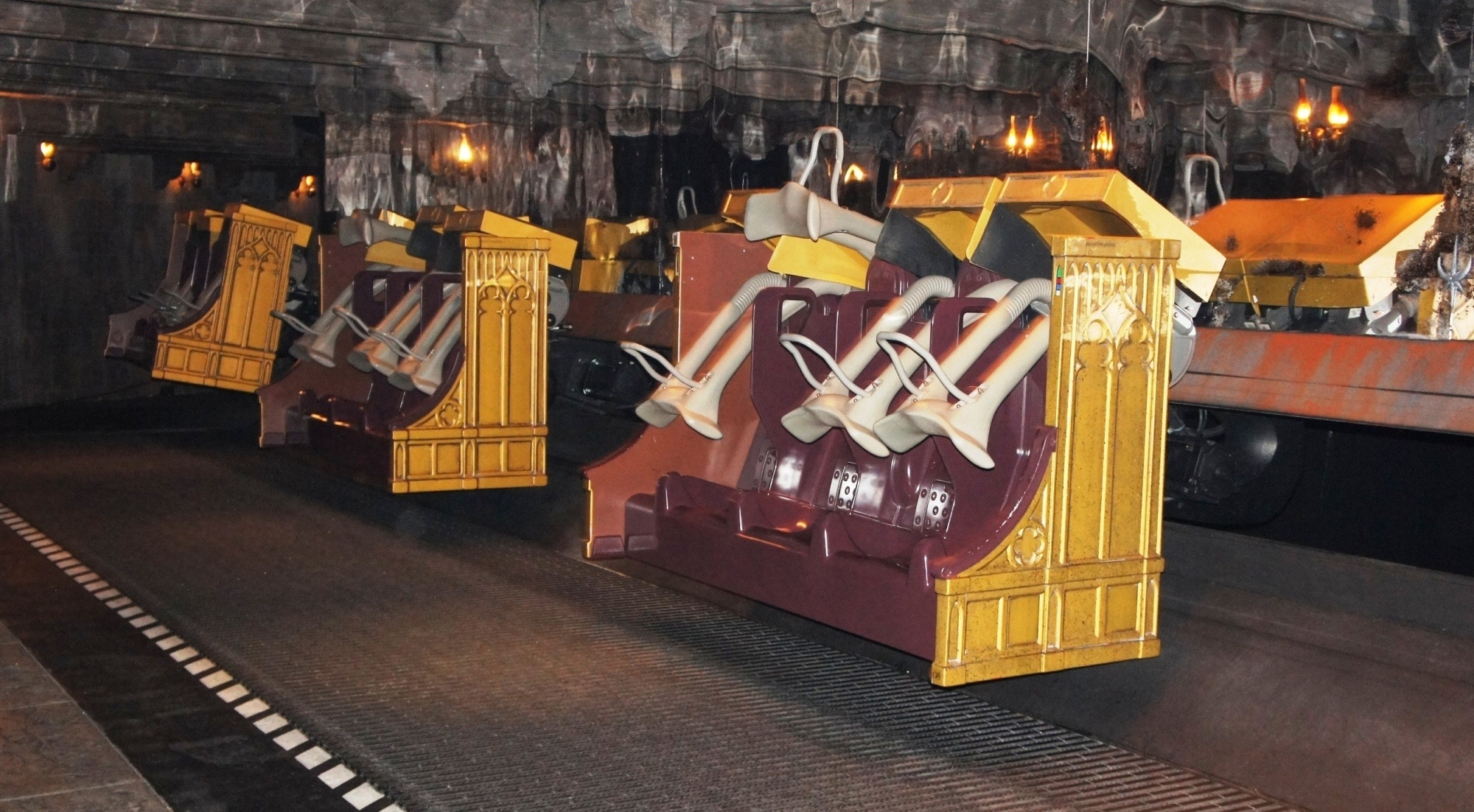
4 passagers embarquent dans un "banc enchanté".